# Mistrzostwa Świata w Biathlonie Letnim 2013
17. Mistrzostwa Świata w Biathlonie Letnim odbyły się w dniach 17 – 21 lipca 2013 w Forni Avoltri, we Włoszech.

## Program zawodów
| Data  | Godzina                 | Kategoria                               | Konkurencja       |
| ----- | ----------------------- | --------------------------------------- | ----------------- |
| 17.07 |                         | seniorki + juniorki seniorzy + juniorzy | Oficjalny trening |
| 18.07 | 10:00                   | juniorki + juniorzy                     | Sztafety mieszane |
| 18.07 | 13:00                   | seniorki + seniorzy                     | Sztafety mieszane |
| 19.07 |                         | seniorki + juniorki seniorzy + juniorzy | Oficjalny trening |
| 20.07 | 09:45 12:00 14:30 16:30 | juniorki juniorzy seniorki seniorzy     | Sprinty           |
| 21.07 | 09:30 11:15 13:15 15:00 | juniorki juniorzy seniorki seniorzy     | Biegi pościgowe   |

## Wyniki seniorów

### Sztafeta mieszana
- Dystans: 2×6 km + 2×7,5 km
- Data: 18 lipca 2013
- Początek: 13:00 CET

| Pozycja | Reprezentacja                                                                           | Strzelanie                             | Wynik     | Strata  |
| ------- | --------------------------------------------------------------------------------------- | -------------------------------------- | --------- | ------- |
| złoto   | Rosja · Aleksandra Alikina · Olga Szestierikowa · Aleksandr Szrejder · Andriej Prokunin | 2 + 12 0+2 0+0 0+2 1+3 0+0 0+2 0+0 1+3 | 1:18:00,8 |         |
| srebro  | Włochy · Alexia Runggaldier · Nicole Gontier · Benjamin Plaickner · Giuseppe Montello   | 1 + 12 0+1 0+2 0+0 0+1 0+3 0+1 1+3 0+1 | 1:18:09,1 | +8,3    |
| brąz    | Słowacja · Paulína Fialková · Terézia Poliaková · Matej Kazár · Miroslav Matiaško       | 4 + 15 0+1 1+3 0+3 2+3 1+3 0+3 0+0 0+1 | 1:20:12,3 | +2:11,5 |
| 4.      | Czechy · Jitka Landová · Lea Johanidesová · David Tolar · Jan Burian                    | 5 + 17 1+3 0+2 0+1 2+3 0+1 1+3         | 1:22:52,9 | +4:52,1 |

### Sprint kobiet
- Dystans: 7,5 km
- Data: 20 lipca 2013
- Początek: 14:30 CET

| Pozycja | Zawodniczka               | Narodowość | Strzelanie | Wynik   | Strata   |
| ------- | ------------------------- | ---------- | ---------- | ------- | -------- |
| złoto   | Dorothea Wierer           | Włochy     | 0+1        | 23:37,2 |          |
| srebro  | Jitka Landová             | Czechy     | 1+2        | 23:48,9 | + 11,7   |
| brąz    | Karin Oberhofer           | Włochy     | 2+1        | 24:18,8 | + 41,6   |
| 4.      | Federica Sanfilippo       | Włochy     | 2+1        | 24:27,9 | + 50,7   |
| 5.      | Michela Ponza             | Włochy     | 2+1        | 24:45,9 | + 1:08,7 |
| 6.      | Jori Mørkve               | Norwegia   | 2+0        | 24:49,3 | + 1:12,1 |
| 7.      | Anna Bułygina             | Rosja      | 2+0        | 25:05,7 | + 1:28,5 |
| 8.      | Victoria Padial Hernández | Hiszpania  | 1+1        | 25:31,3 | + 1:54,1 |
| 9.      | Martina Chrapánová        | Słowacja   | 1+3        | 25:39,7 | + 2:02,5 |
| 10.     | Irina Trusowa             | Rosja      | 3+1        | 25:44,3 | + 2:07,1 |

### Sprint mężczyzn
- Dystans: 10 km
- Data: 20 lipca 2013
- Początek: 16:30 CET

| Pozycja | Zawodnik         | Narodowość | Strzelanie | Wynik   | Strata   |
| ------- | ---------------- | ---------- | ---------- | ------- | -------- |
| złoto   | Lukas Hofer      | Włochy     | 1+0        | 25:25,2 |          |
| srebro  | Tomáš Hasilla    | Słowacja   | 0+1        | 25:52,0 | + 26,8   |
| brąz    | Simon Kočevar    | Słowenia   | 0+1        | 25:55,6 | + 30,4   |
| 4.      | Klemen Bauer     | Słowenia   | 1+2        | 26:11,6 | + 46,4   |
| 5.      | Pietro Dutto     | Włochy     | 1+1        | 26:24,7 | + 59,5   |
| 6.      | Markus Windisch  | Włochy     | 1+1        | 26:47,4 | + 1:22,2 |
| 7.      | Martin Otčenáš   | Słowacja   | 1+1        | 26:47,5 | + 1:22,3 |
| 8.      | Andriej Prokunin | Rosja      | 1+2        | 26:52,5 | + 1:27,3 |
| 9.      | Milanko Petrović | Serbia     | 2+0        | 27:06,4 | + 1:41,2 |
| 10.     | Anatolij Oskin   | Rosja      | 1+1        | 27:22,6 | + 1:57,4 |

### Bieg pościgowy kobiet
- Dystans: 10 km
- Data: 21 lipca 2013
- Początek: 13:15 CET

| Pozycja | Zawodniczka               | Narodowość | Strzelanie | Wynik   | Strata   |
| ------- | ------------------------- | ---------- | ---------- | ------- | -------- |
| złoto   | Jitka Landová             | Czechy     | 0+1+0+4    | 32:07,1 |          |
| srebro  | Anna Bułygina             | Rosja      | 1+2+2+0    | 34:41,1 | + 2:34,3 |
| brąz    | Victoria Padial Hernández | Hiszpania  | 2+0+1+1    | 35:09,2 | + 3:02,1 |
| 4.      | Irina Trusowa             | Rosja      | 3+1+0+2    | 35:40,8 | + 3:33,7 |
| 5.      | Jori Mørkve               | Norwegia   | 1+2+2+3    | 36:32,4 | + 4:25,3 |
| 6.      | Barbora Tomešová          | Czechy     | 1+0+2+2    | 36:54,2 | + 4:47,1 |
| 7.      | Réka Ferencz              | Rumunia    | 0+1+2+0    | 37:18,4 | + 5:11,3 |
| 8.      | Olga Szestierikowa        | Rosja      | 3+3+1+3    | 37:23,1 | + 5:16,0 |
| 9.      | Anna Kunajewa             | Rosja      | 1+2+2+3    | 37:25,7 | + 5:18,6 |
| 10.     | Alona Iljinych            | Rosja      | 0+1+1+0    | 37:35,3 | + 5:28,2 |

### Bieg pościgowy mężczyzn
- Dystans: 12,5 km
- Data: 21 lipca 2013
- Początek: 15:00 CET

| Pozycja | Zawodnik         | Narodowość | Strzelanie | Wynik   | Strata   |
| ------- | ---------------- | ---------- | ---------- | ------- | -------- |
| złoto   | Klemen Bauer     | Słowenia   | 1+0+1+1    | 34:29,7 |          |
| srebro  | Lukas Hofer      | Włochy     | 2+1+1+1    | 34:39,1 | + 9,4    |
| brąz    | Markus Windisch  | Włochy     | 0+0+1+0    | 34:40,9 | + 11,2   |
| 4.      | Pietro Dutto     | Włochy     | 2+1+2+1    | 35:42,8 | + 1:13,1 |
| 5.      | Milanko Petrović | Serbia     | 1+2+1+1    | 36:14,5 | + 1:44,8 |
| 6.      | Andriej Prokunin | Rosja      | 1+0+2+2    | 36:25,8 | + 1:56,1 |
| 7.      | Tomáš Hasilla    | Słowacja   | 1+2+3+1    | 36:38,3 | + 2:08,6 |
| 8.      | Simon Kočevar    | Słowenia   | 3+1+1+0    | 36:43,6 | + 2:13,9 |
| 9.      | Władimir Iliew   | Bułgaria   | 1+1+1+1    | 37:52,2 | + 3:22,5 |
| 10.     | Dominik Windisch | Włochy     | 1+0+4+3    | 38:16,1 | + 3:46,4 |

## Wyniki juniorów

### Sztafeta mieszana
- Dystans: 2×6 km + 2×7,5 km
- Data: 18 lipca 2013
- Początek: 10:00 CET

| Pozycja | Reprezentacja | Strzelanie | Wynik     | Strata   |
| ------- | ------------- | ---------- | --------- | -------- |
| złoto   | Rosja         | 3 + 15     | 1:20:38,5 |          |
| srebro  | Czechy        | 3 + 14     | 1:21:44,6 | + 1:06,1 |
| brąz    | Włochy        | 3 + 13     | 1:23:10,5 | + 2:32,0 |

### Sprint kobiet
- Dystans: 7,5 km
- Data: 20 lipca 2013
- Początek: 09:45 CET

| Pozycja | Zawodniczka       | Narodowość | Strzelanie | Wynik   | Strata   |
| ------- | ----------------- | ---------- | ---------- | ------- | -------- |
| złoto   | Paulína Fialková  | Słowacja   | 1+0        | 23:49,9 |          |
| srebro  | Ivona Fialková    | Słowacja   | 1+0        | 24:46,5 | + 56,6   |
| brąz    | Natalja Szałajewa | Rosja      | 2+1        | 25:44,3 | + 1:54,4 |

### Sprint mężczyzn
- Dystans: 10 km
- Data: 20 lipca 2013
- Początek: 12:00 CET

| Pozycja | Zawodnik          | Narodowość | Strzelanie | Wynik   | Strata |
| ------- | ----------------- | ---------- | ---------- | ------- | ------ |
| złoto   | Tomáš Vojík       | Czechy     | 1+0        | 27:40,8 |        |
| srebro  | Dino Butković     | Chorwacja  | 0+2        | 27:45,6 | + 4,8  |
| brąz    | Dimityr Gerdżikow | Bułgaria   | 0+3        | 28:12,0 | + 31,2 |

### Bieg pościgowy kobiet
- Dystans: 10 km
- Data: 21 lipca 2013
- Początek: 09:30 CET

| Pozycja | Zawodniczka       | Narodowość | Strzelanie | Wynik   | Strata   |
| ------- | ----------------- | ---------- | ---------- | ------- | -------- |
| złoto   | Paulína Fialková  | Słowacja   | 1+3+2+0    | 33:20,6 |          |
| srebro  | Ivona Fialková    | Słowacja   | 1+0+2+2    | 34:33,0 | + 1:12,4 |
| brąz    | Kristina Ilczenko | Rosja      | 1+0+2+3    | 35:16,6 | + 1:56,0 |

### Bieg pościgowy mężczyzn
- Dystans: 12,5 km
- Data: 21 lipca 2013
- Początek: 11:15 CET

| Pozycja | Zawodnik          | Narodowość | Strzelanie | Wynik   | Strata |
| ------- | ----------------- | ---------- | ---------- | ------- | ------ |
| złoto   | Tomáš Vojík       | Czechy     | 1+0+0+3    | 37:07,4 |        |
| srebro  | Dimityr Gerdżikow | Bułgaria   | 1+0+1+1    | 37:36,1 | + 28,7 |
| srebro  | Dino Butković     | Chorwacja  | 1+2+1+2    | 38:06,4 | + 59,0 |